# Тейлор, Шеннон
Шеннон Тейлор (англ. Shannon Taylor, 25 декабря 1986, Милфорд, Делавэр, США) — американская хоккеистка (хоккей на траве), защитник. Участница летних Олимпийских игр 2012 года, чемпионка Панамериканских игр 2011 года.

## Биография
Шеннон Тейлор родилась 25 декабря 1986 года в американском городе Милфорд в штате Делавэр.
В 1999 году начала заниматься хоккеем на траве.
В 2004 году окончила среднюю школу Джеймс Ривер, в 2008 году — Сиракузский университет по специальности «риторика и коммуникации».
Играла за «Спартан Элит».
В 2010 году дебютировала в женской сборной США.
В 2011 году завоевала золотую медаль хоккейного турнира Панамериканских игр в Гвадалахаре.
В 2012 году вошла в состав женской сборной США по хоккею на траве на летних Олимпийских играх в Лондоне, занявшей 12-е место. Играла на позиции защитника, провела 6 матчей, забила 1 мяч в ворота сборной Аргентины.
В течение карьеры провела за сборную США 111 матчей.
По окончании игровой карьеры стала тренером. Три года была ассистентом в хоккейной программе Массачусетского университета в Амхерсте. После этого стала помощником главного тренера команды университета Сент-Джозефа в Филадельфии.

## Семья
Родители — Келли и Уэйн Тейлор. У Шеннон есть две сестры — Дженна и Элли.